# Банатский диалект

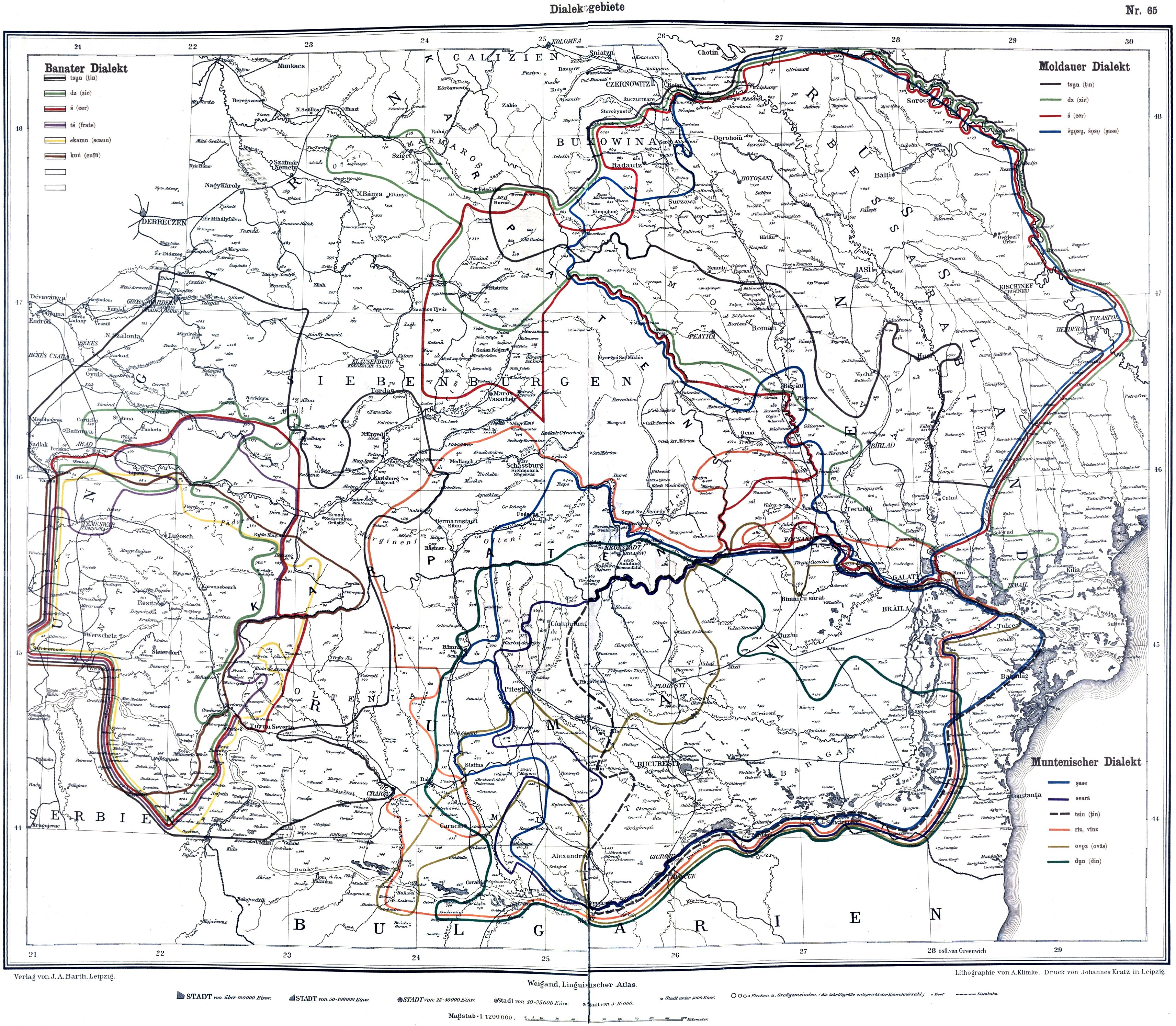
Карта репрезентативных изоглосс для трёх основных диалектов (говоров) румынского языка

Банатский диалект, или банатский говор (рум. (sub)dialectul bănăţean, graiul bănăţean), — один из диалектов современного румынского языка, распространённый на территории исторической области Банат (современные государства Румыния и Сербия).
Банатский диалект входит в состав северной группы румынских диалектов, вместе с молдавским диалектом и группой трансильванских говоров (арделенским, кришанским и марамурешским). В ранних исследованиях банатский говор объединялся с трансильванскими. Отличительные элементы банатского диалекта встречаются в родственных языках: арумынском, мегленорумынском и истрорумынском.

## Географическое распространение

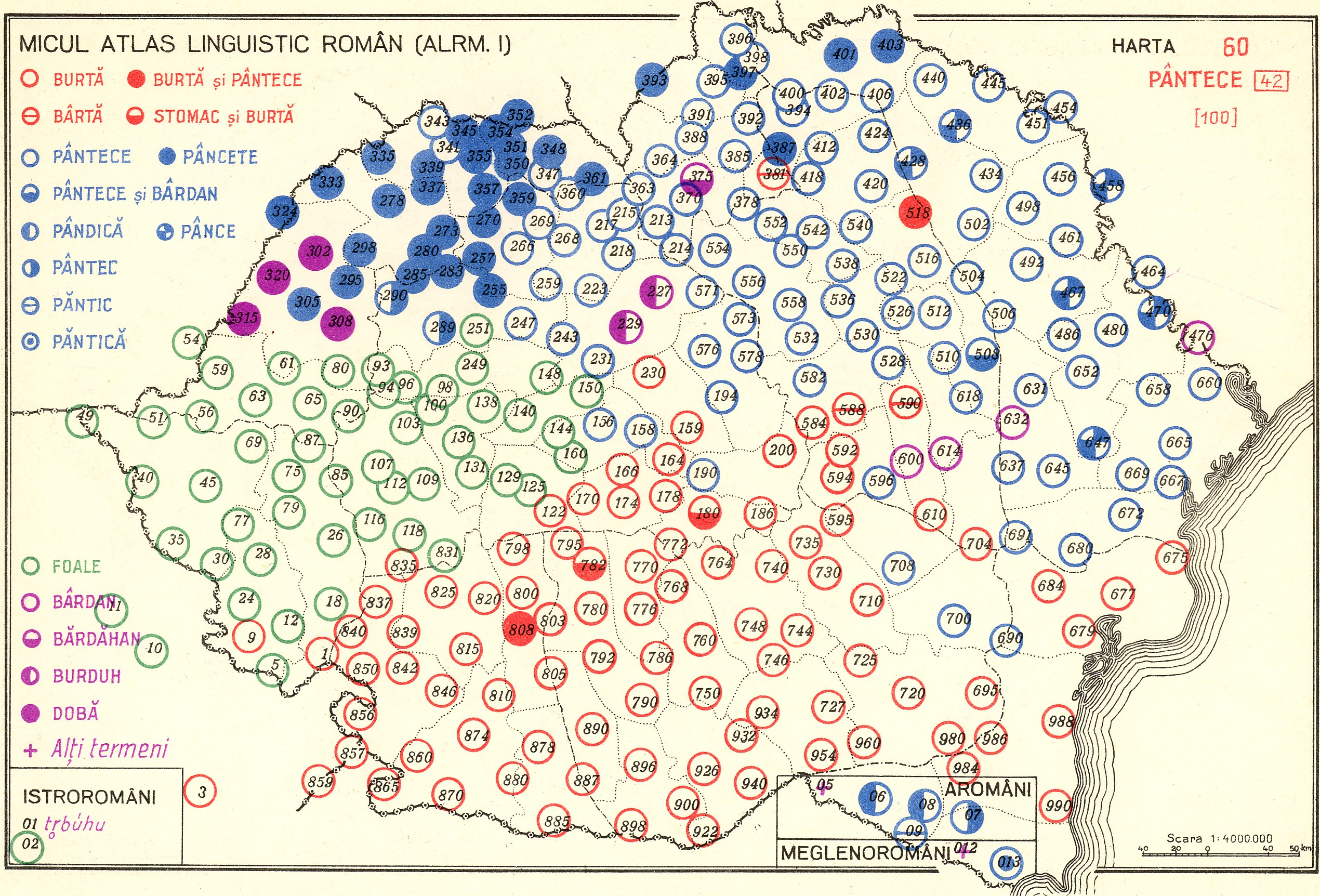
Карта распространения изоглосс слова «pântece»

Банатский диалект распространён в юго-восточной части Румынии, в следующих уездах: Арад (в южной части), Караш-Северин, Тимиш, Хунедоара (в южной части). Также в банатский диалект некоторыми исследователями включаются «унгурянские говоры» , на которых говорит часть влахов Сербии - в сербской части Баната, т. е., в Южно-Банатском и Средне-Банатском округах автономного края Воеводина и в Восточной Сербии на другом берегу Дуная, очень близкие банатскому диалекту румынского языка и некоторыми исследователями включаемые в его состав

## Особенности

### Фонетика
Следующие фонетические особенности отличают банатский диалект от других диалектов румынского языка:
- Безударные гласные в середине слова [e, ə, o] превращаются в [i, ɨ, u], соответственно: [pəˈpuk, pliˈkat, ɨŋɡruˈpat] в словах papuc, plecat, îngropat.
- Дентальные согласные [t, d] звучат как [t͡ʃʲ, d͡ʒʲ], соотвертственно, а согласные [n, l, r] палатализируются, если за ними следует [e, i, e̯a]: [d͡ʒʲimiˈnʲat͡sə, ˈfrunt͡ʃʲe, ˈbad͡ʒʲe, ˈvinʲe, ˈlʲemnʲe, ˈmarʲe] в словах dimineață, frunte, bade, vine, lemne, mare.
- Аффрикаты [t͡ʃ, d͡ʒ] превращаются в палатализированные фрикативы [ʃʲ, ʒʲ], соответственно: [ʃʲas, ˈʃʲinə, ʃʲinʃʲ, ˈfuʒʲe, ˈʒʲinere, ˈsɨnʒʲe] в словах ceas, cină, cinci, fuge, ginere, sînge.
- В некоторых разновидностях диалекта, дифтонг [o̯a] звучит как [wa]: [ˈswarje, ˈmwart͡ʃʲe] в словах soare, moarte. В других разновидностях [o̯a] превращается в монофтонг [ɔ]: [ˈkɔʒə, ˈɔlə] в словах coajă, oală.
- Гласная [e] под ударением становится [jɛ], если в следующем слоге за ней следует другая [e]: [muˈjɛrʲe, ˈfjɛt͡ʃʲe, poˈvjɛstə, ˈvjɛrd͡ʒʲe, ˈpjɛʃt͡ʃʲe] в словах muiere, fete, poveste, verde, pește.
- После лабиальных согласных, [je] сокращается до [e]: [ˈferʲe, ˈmerkurʲ, ˈpelʲe, pept] for fiere, miercuri, piele, piept.
- После фрикативов [s, z, ʃ, ʒ], африкат [t͡s, d͡z] и сочетания [st], [e] превращается в [ə], [i] превращается [ɨ], а [e̯a] сокращается до [a]: [ˈsarə, səmn, ˈsɨŋɡur, d͡zər, d͡zɨd, pəˈʃɨm, ʃəd, ʒɨr, ʃɨ, koˈʒaskə, ɨnˈt͡sapə, sɨmˈt͡səsk, prəˈʒaskə, povjesˈtəsk, staɡ] в словах seară, semn, singur, zer, zid, pășim, șed, jir, și, cojească, înțeapă, simțesc, prăjească, povestesc, steag.
- Губные согласные остаются неизменными, если за ними следует [e, i, e̯a]: [pept, ˈbibol, oˈbe̯alə, fer, ˈvermʲe, ˈmerkurʲ] в словах piept, bivol, obială, fier, vierme, miercuri.
- Этимологическая [n] сохраняется и палатилизируется, например, в словах латинского происхождения, в которых за [n] следует примыкающая [e] или [i], слова с окончаниями на [i], славянские заимствования с сочетанием [nj], а также венгерские заимствования с [nʲ]: [kunʲ, kəlˈkɨnʲ, kəpəˈtɨnʲ, tu rəˈmɨnʲ, ˈklanʲe, səˈkrinʲ] в словах cui, călcîi, căpătîi, tu rămîi (от латинских cuneus, calcaneum, capitaneum, tu remanēs), claie (от славянского *klanja, напр. сербское и болгарское kladnja), sicriu (от венгерского szekrény). Этот феномен отличается от обычной палатилизации [n], за которой следует гласная переднего ряда — такая палатилизация является более новым явлением, хотя оба феномена проявляются в очень сходных контекстах: [tu spunʲ] содержит этимологическую [nʲ], в то время как [jel spunʲe] содержит относительно недавно палатилизированную [n].[9]
- Аффриката [d͡z] сохраняется в словах, происходящих, как считается, из субстрата восточно-романских языков: [ˈbrɨnd͡zə, ˈbud͡zə, ɡruˈmad͡zə, mɨnd͡z] в словах brînză, buză, grumaz, mînz. Она сохраняется также в словах латинского происхождения, содержащих [d], за которой следует долгая [e] или [i], либо [i] в изменяемой части слова, либо примыкающая [e] [i]: [ˈd͡zəʃʲe, aˈud͡z, ˈfrund͡zə] в словах zece, auzi, frunză (Latin: decem, audīs, frondea).
- Сохраняется древний монофтонг [ɨ]: [ˈkɨnʲe, ˈmɨnʲe, ˈpɨnʲe]. В стандартном румынском языке ожидается его палатализация и имеет место метатеза: произношение слов cîine, mîine, pîine объясняется как kɨnʲe > kɨʲne (ожидание палатилизации).

### Морфология
- У существительные женского рода с окончанием на -ă есть тенденция к образованию множественного числа с окончанием на -i вместо -e: casă — căși («дом — дома», сравнить со стандартным casă — case). Это объясняется тем, что, согласно описанным выше фонетическим особенностям, у существительных, чей корень оканчивается на фрикативу или аффрикату, множественное число с окончанием на -e должно звучать как -ă, а это привело бы к омонимизации единственного и множественного числа.
- Родительный и дательный падежи существительных часто формируются аналитическим способом: piciorul de la scaun («ножка [от] стула», сравнить со стандартным piciorul scaunului), dau apă la cal («даю воду коню», сравнить со стандартным dau apă calului).
- Артикль притяжательного местоимения не изменяется по родам и числам: a meu, a mea, a mei, a mele («мой, моя, мои», сравнить со стандартным al meu, a mea, ai mei, ale mele) как в во многих других диалектах румынского языка.
- Простой перфект (perfectul simplu) активно используется во всех лицах и числах; эта особенность роднит банатский диалект с западными областями мунтенского/валашского.
- Вспомогательный глагол в сложном перфекте (perfectul compus) имеет в третьем лице форму o или or: o mărs, or mărs («он пошёл, они пошли», сравнить со стандартным a mers, au mers).
- Относительно новые формы спряжения не заменяют старые формы глаголов 1-го и 4-го спряжений: el lucră, ea înfloare («он работает, она цветёт», сравнить со стандартным/новым el lucrează, ea înflorește) (суффиксы -izo и -isko, заимствованные поздней латынью из греческого.
- У глаголов 4-го спряжения, в изъявительном наклонении проявляется омонимия между первым лицом единственного числа и третьим лицом множественного: eu cobor, ei cobor («Я спускаюсь, они спускаются», сравнить со стандартным eu cobor, ei coboară).
- Плюсквамперфект формируется при помощи следующей конструкции: am fost avut, m-am fost dus, o fost mîncat («я имел / у меня было; я ходил; я поел», сравнить со стандартным avusesem, mă dusesem, mîncase).
- Отрицательная форма повелительного наклонения сохраняет условное наклонение глаголов несовершенной формы (subiunctivus imperfectus) из латыни: nu fugireț (сравнить с латинским ne fugiretis), nu mîncareț («не беги(те), не ешь(те)», сравнить со стандартным nu fugiți, nu mîncați).
- Вспомогательный глагол fi, используемый в прошедшем субъюнктиве, изменяется по лицам и числам: eu să fiu mîncat, tu să fii mîncat, el să fie mîncat («я / ты / он покушал бы», сравнить со стандартным eu să fi mîncat, tu să fi mîncat, el să fi mîncat).
- В некоторых районах, для построения сослагательного наклонения используется вспомогательный глагол a vrea: eu vreaș face, tu vreai face, el vrea face («я / ты / он (с)делал бы», сравнить со стандартным eu aș face, tu ai face, el ar face). Иногда согласная v из вспомогательного глагола опускается: reaș, etc.
- В юго-западных частях ареала, под влиянием сербского языка, у глаголов есть некоторые признаки вида, который формируется при помощи префиксов: a dogăta («полностью закончить/подготовить», от a găta), a zăuita («совершенно забыть», от a uita), a se proînsura («снова жениться», от a se însura).

### Лексика
- Специфические указательные местоимения: ăl, a, ăi, ale [ˈalʲe] (сравнить со стандартными cel, cea, cei, cele).
- Специфические неопределённые местоимения и прилагательные: [ˈaltəʃʲe] («что-то, нечто», сравнить со стандартным ceva), [məˈkar ˈʃʲnʲe] («кто-нибудь, кто-либо», сравнить со стандартным oricine), tot natul («каждый, всякий», fiecare).
- Большое число архаизмов: cure / am curs' («я побежал», от латинского curro «бежать», вместо стандартного a fugi); ai («чеснок», от латинского alium, вместо стандартного usturoi)
- Заимствования из других языков: șnaidăr («портной», от немецкого Schneider, вместо стандартного croitor), farbă («краска», от немецкого Farbe, вместо стандартного vopsea), poneavă («покрывало», от сербского ponjava, вместо стандартного pătură).